# Paratarsotomus macropalpis
Paratarsotomus macropalpis es una especie de ácaro perteneciente a la familia Anystidae. Es endémico del Sur de California y se observa habitualmente en las grietas entre las losas de las aceras y en áreas rocosas. Anteriormente se clasificó dentro del género Tarsotomus, fue reubicado en 1999, junto a otras cuatro especies en el género Paratarsotomus. Es bastante pequeño, 0.7 mm, y está considerado el animal más rápido del mundo en relación con su tamaño.

## Descubrimiento
Un ejemplar fue descubierto por William A. Hilton bajo unas piedras en Claremont, California. Fue descrito como Tarsotomus macropalpis por Nathan Banks en cuyo artículo, de 1916, lo describió como.

## Récord de velocidad
Para este ácaro se ha registrado una velocidad de 322 veces su longitud corporal por segundo 0,225 m/s. Esto supone una gran diferencia con el anterior récord, que mantenía Cicindela eburneola, el insecto más veloz en relación con su tamaño, el cual se había registrado a 1,86 m/s, es decir, 171 veces la longitud de su cuerpo. El guepardo (Acinonyx jubatus) , el animal terrestre más rápido, alcanza máximos de 103 km/h, lo que supone apenas 16 veces su longitud por segundo.
Para registrar la velocidad de esta especie se utilizó una cámara super lenta, tanto en condiciones naturales como en laboratorio. La velocidad equivalente para un ser humano en relación con su tamaño sería de 2100 km/h.
P. macropalpis tiene una aceleración de 7.2 m/s², comparado a los 6 m/s² del caballo, los 10 m/s² del galgo y los 13 m/s² del guepardo. Sus valores de desaceleración son de 10.1 m/s².
Junto a la inusual velocidad del ácaro, los investigadores encontraron sorprendente que corrieran sobre superficies de cemento a temperaturas superiores a los 60 °C. Es un hecho significativo ya que esta temperatura es muy superior al límite letal para la mayoría de los animales del mundo. Además, los ácaros son capaces de parar y cambiar de dirección muy rápidamente.
El descubrimiento cambió los límites conocidos sobre la fisiología del movimiento de los animales y los límites de la velocidad de las estructuras vivas. Este hallazgo, según el equipo investigador, abre un nuevo abanico de posibilidades en el diseño de robots así como en la biomimesis.